# Damon Galgut
Damon Galgut (Pretoria, 1963. november 12. –) dél-afrikai regény- és drámaíró. Az ígéret című regényéért 2021-ben Booker-díjat kapott, korábban 2003-ban és 2010-ben is jelölt volt a díjra.

## Fiatalkora és iskolái
Galgut 1963. november 12-én született Pretoriában, Dél-Afrikában. Apja zsidó családból származott, anyja pedig áttért a judaizmusra. Hatéves korában limfómát diagnosztizáltak nála.
Hatéves korában rákot diagnosztizáltak, és gyermekkorának nagy részét kórházban töltötte. Galgut a Pretoria Boys High School éltanulója volt, 1981-ben érettségizett. Ezután drámát tanult a Fokvárosi Egyetemen.

## Irodalmi pályafutása
17 évesen írta első regényét, A Sinless Season (1982). Következő könyve, a Small Circle of Beings (1988) című novellagyűjteményének névadó novellája egy anya küzdelmét írja le fia betegségével. A The Beautiful Screaming of Pigs (1991) című regénye 1992-ben elnyerte a Központi Hírügynökség Irodalmi Díját. Következő regényéből, The Quarry (Kőfejtő) (1995) játékfilm készült, 1998-ban jelent meg. A második játékfilm-változat 2020-ban jelent meg.
Miután 2003-ban megjelent a The Good Doctor című ötödik regénye, Galgut munkássága Dél-Afrikán kívül is ismertebbé vált. A The Good Doctor című történetét, amely két ellentétes szereplőről szól egy távoli, vidéki kórházban az apartheid után Dél-Afrikában, lelkesen fogadták a kritikusok. 2003-ban bekerült a Booker-díjra, és elnyerte a Commonwealth Writers Prize-t is, a legjobb afrikai könyvnek járó díjat (2003).
In a Strange Room című regénye bekerült a 2010-es Booker-díj fikciós listájára. Jan Morris a The Guardianben ismertetve ezt írta: „Kétlem, hogy 2010-ben bármelyik könyvben emlékezetesebb helymegidézések szerepelnének, mint az In a Strange Room-ban.” Az In a Strange Room című regényt „gyönyörű” könyvnek nevezte, amely "feltűnően kigondolt és kísértetiesen van megírva". 2014-es Arctic Summer című könyve egy fikciós beszámolót mutat be E. M. Forster regényíró életének középső éveiről, „az angol regényíró történelmi személyéhez hűen rajzolva”, elsősorban Forster Indiában és Alexandriában eltöltött éveiről. A regény, „figyelemreméltó, lírai tisztelgés [Forster] emberként és művészként való megértésének figyelemre méltó természete előtt”, bekerült a Walter Scott-díjra.
The Promise című regénye elnyerte a 2021-es Booker-díjat, így ő a harmadik dél-afrikai író, aki elnyerte a Booker-díjat Nadine Gordimer és J. M. Coetzee után, aki kétszer is nyert. Galgut szerint a könyv témája az idő. Az eredeti ötlet egy barátjával folytatott beszélgetésből származott, aki családja utolsó túlélő tagja, és Galgutnak mesélt az anyja, apja, testvére és nővére temetéséről.
Regényein kívül több színdarabot is írt. A Booker-győzelem idején egy novellagyűjteményen dolgozott.

## Magánélete
Galgut meleg, és kijelentette, hogy ez arra készteti, hogy írásában inkább a férfiközpontú kapcsolatokra összpontosítson. Galgut a Roald Dahl "Pig" című novellát tartja legnagyobb hatásúnak az írásaira.
Az 1990-es évek eleje óta él Fokvárosban. Szívesen utazik, és a Jó doktor című regénye nagy részét egy goai szállodában írta. A jóga "megszállottjaként" írja le magát, és egy ideig nem volt autója vagy televíziója. Galgutnak "fétise van az írószerekkel kapcsolatban", és nem írógépre vagy számítógépre, hanem füzetekre ír kézírással. Két teljes vázlat után átviszi a számítógépre. Körülbelül 20 éves kora óta egy különleges teknősbékahéjú Parker töltőtollat használ.

## Díjak és kitüntetések
- 2004: Commonwealth Writers Prize(wd): Best Book Award (Africa Region) for The Good Doctor[33]
- 2003: Booker Prize shortlist for The Good Doctor[34]
- 2005: International Dublin Literary Award(wd) shortlist for The Good Doctor[35]
- 2009: Commonwealth Writers Prize(wd): Best Book Award (Africa Region) shortlist for The Impostor[36]
- 2010: Booker Prize shortlist for In a Strange Room[37]
- 2015: Walter Scott Prize(wd), shortlist, Arctic Summer[38]
- 2015: Barry Ronge Fiction Prize(wd), winner, Arctic Summer[39]
- 2021: Booker Prize for The Promise[40]

## Művei

### Regények
- A Sinless Season (Jonathan Ball, 1982)[14]
- Small Circle of Beings (Lowry Publishers, 1988)[14]
- The Beautiful Screaming of Pigs (Scribner, 1991;[14] 1992 CNA Award[14])
- The Quarry (Viking, 1995)[14]
- The Good Doctor (Grove Press, 2004)[14]
- The Impostor (Atlantic Books, 2008)[41]
- In a Strange Room (Atlantic Books, 2010)[42]
- Arctic Summer (2014)[43]
- The Promise (2021)[44]
  - Az ígéret (The Promise) – Open Books, Budapest, 2022 · ISBN 9789635720408 · Fordította: Mesterházi Mónika

### Színdarabok
- Echoes of Anger (1983)[14]
- Party for Mother[14]
- Alive and Kicking[14]
- The Green’s Keeper[14]

## Fordítás
- Ez a szócikk részben vagy egészben  a   Damon Galgut című angol Wikipédia-szócikk fordításán alapul.  Az eredeti cikk szerkesztőit annak laptörténete sorolja fel. Ez a jelzés csupán a megfogalmazás eredetét és a szerzői jogokat jelzi, nem szolgál a cikkben szereplő információk forrásmegjelöléseként.